# Mary Gannon
Mary Gannon, född 1829, död 1868, var en amerikansk skådespelare. Hon var verksam som barnskådespelare och därefter som skådespelare i främst New York och Philadelphia, där hon var engagerad vid Bowery Theatre och ett flertal kringresande teatersällskap. Mary Gannon var under sin samtid en av New Yorks mest uppmärksammade scenartister, särskilt inom vaudeville och komedier, och kallades vid sin död för stadens främsta komiska skådespelerska. 